# Macrodontia
Macrodontia is een kevergeslacht uit de familie van de boktorren (Cerambycidae). De wetenschappelijke naam van het geslacht werd voor het eerst geldig gepubliceerd in 1830 door Lacordaire.

## Soorten
Macrodontia omvat de volgende soorten:
- Macrodontia batesi Lameere, 1912
- Macrodontia castroi Marazzi, Pavisi & Marazzi, 2008
- Macrodontia cervicornis (Linnaeus, 1758)
- Macrodontia crenata (Olivier, 1795)
- Macrodontia dejeanii Gory, 1839
- Macrodontia flavipennis Chevrolat, 1833
- Macrodontia itayensis Simoëns, 2006
- Macrodontia jolyi Bleuzen, 1994
- Macrodontia marechali Bleuzen, 1990
- Macrodontia mathani Pouillaude, 1915
- Macrodontia zischkai Tippmann, 1960